# Kysyl-Tuu (Atbaschy)
Kysyl-Tuu (kirgisisch Кызыл-Туу, Кйзйлту) ist ein Dorf im Rajon At-Baschy im Oblus Naryn der Republik Kirgisistan in Zentralasien. Der Ortsname stammt aus der Sowjetzeit und verweist auf den Erhalt des „Rotbannerordens“ in den 1940er Jahren durch die mit der Siedlung damals identischen Kolchose.
Es liegt auf 2325 m Höhe an der Nordflanke des At-Baschy-Gebirgszuges, im südlichen Teil des Inneren Tian Shan, zwischen dem Gebirgsfluss Karakojun, der etwa 1,5 km südlich am Ort vorbeifließt, und der etwa 1,5 km nördlich vorbeiführenden Fernstraße A365, die zur chinesischen Grenze am Torugart-Pass führt. Von der A365 zweigt im Nachbarort Kara-Bulun (kirg.: Кара-Булун) im Nordosten eine Straße nach Kysyl-Tuu und weiter nach Kazibek (kirg.: Казыбек) im Südwesten ab.
Der Ort ist Verwaltungssitz der Gemeinde Kara-Kojun (kirg.: Кара-Коюн) und hat 2076 Einwohner. Das ebenfalls zur Gemeinde gehörende Nachbardorf Kara-Bulun hat 1731 Einwohner (1. Januar 2015). Die Bevölkerung lebt von der Viehhaltung (Schafe, Pferde, Yaks), mit Wolle und Fleisch als Hauptprodukten.